# Magda Leeb
Magda Leeb (* 1976 in Wien) ist eine österreichische Kabarettistin.

## Leben und Wirken
1998 beendete sie das Studium auf Hauptschullehramt an der pädagogischen Akademie in Wien und arbeitete von 1998 bis 2019 als Hauptschullehrerin. 
Mit Anita Zieher gründete sie das Impro-Kabarettduo „Zieher & Leeb“. Mit dem Gesangsprogramm „CD-Präsentation: 13 Lieder nach Art des Hauses“ tritt Leeb seit 2008 auf. 2016 war sie zu Gast beim Austria-Kabarettabend des „Thurn & Taxis Kleinkunstfestivals“ in Regensburg. Mit ihrem ersten Soloprogramm „überLEEBen“ trat sie ab Februar 2017 (Premiere Kulisse Wien) auf.

### Kabarett
- 2007: „Immer Anders“ mit Anita Zieher
- 2010: „Wer weiß was“ mit Anita Zieher
- 2016: „Die Zieher und Leeb Tagesshow“ mit Anita Zieher
- 2017: „überleeben“
- 2019: „Fake Off!“ mit Anita Zieher
- Seit 2019: „Die Kaiserin von Österreich“
- 2021: „Doppelbuchung“ mit Gregor Seberg

### Theater
- Seit 2010: „Sport vor Ort“, im TAG, Theater an der Gumpendorferstraße
- 2021: „Erwischt!“, Theater Drachengasse
- 2020: „Dem Faust auf‘s Aug“, Kabarett Simpl

### Fernsehen
Magda Leeb war in unterschiedlichen TV-Formaten zu sehen, unter anderem in:
- „Frischlinge“, ORF 1-Improshow
- „Schlawiner“, ORF 1
- „Die Tafelrunde“ (Gast), ORF III
- „Was gibt es Neues?“ (Gast), ORF 1
- „Pratersterne“, ORF 1
- „Kabarett im Turm“, ORF III

## Auszeichnungen
- 2020: „Österreichischer Kabarettpreis“ in der Kategorie „Förderpreis“  für ihr Programm „Kaiserin von Österreich“ (Premiere Oktober 2019 Kulisse Wien)[1]
- 2016: Kölner „Goldener ImproStern“.
- 2009: als Impro-Kabarettduo „Zieher & Leeb“ Jurypreis beim „Freistädter Frischling“ für ihr erstes Programm „Immer anders“.